# Kenny (cràter)
Kenny és un cràter d'impacte en el planeta Venus de 52,7 km de diàmetre. Porta el nom d'Elizabeth Kenny (1886-1952), infermera i terapeuta australiana, i el seu nom va ser aprovat per la Unió Astronòmica Internacional el 1994.